# 莱恩·丹穆凯尔·克鲁斯
莱恩·丹穆凯尔·克鲁斯（丹麥語：Line Damkjær Kruse，1988年1月7日—），丹麦女子羽毛球運動員，擅長雙打項目。

## 簡歷
2012年，莱恩·丹穆凯尔·克鲁斯參加在瑞典卡爾斯克魯納舉行的歐洲羽毛球錦標賽，夥拍马丽恩·罗布克躋身女雙比賽四強。
2013年8月，克鲁斯參加中國廣州舉行的世界羽毛球錦標賽，與马丽恩·罗布克出戰女子雙打項目，首圈以2-1反勝印度選手晉級，但在第二圈就以0比2（8-21、14-21）不敵5號種子、中國的田卿/赵芸蕾出局。

## 主要比賽成績
只列出曾進入準決賽的國際賽事成績：
| 年份   | 賽事                       | 公開賽級別 | 項目     | 拍檔                 | 成績   |
| ------ | -------------------------- | ---------- | -------- | -------------------- | ------ |
| 2007年 | 歐洲青年羽毛球錦標賽       | 其他       | 混合團體 | －                   | 季軍   |
| 2007年 | 歐洲青年羽毛球錦標賽       | 其他       | 女子雙打 | Joan Christiansen    | 亞軍   |
| 2007年 | 歐洲青年羽毛球錦標賽       | 其他       | 混合雙打 | 马德斯·皮勒尔·科尔丁 | 準決賽 |
| 2009年 | 波蘭羽毛球國際賽           | 國際挑戰賽 | 女子雙打 | 米尔·舍特-克里斯滕森 | 準決賽 |
| 2009年 | 荷蘭羽毛球國際賽           | 國際挑戰賽 | 女子雙打 | 米尔·舍特-克里斯滕森 | 冠軍   |
| 2009年 | 西班牙羽毛球公開賽         | 國際挑戰賽 | 女子雙打 | 米尔·舍特-克里斯滕森 | 冠軍   |
| 2009年 | 碧特博格羽毛球大獎賽       | 大獎賽     | 女子雙打 | 米尔·舍特-克里斯滕森 | 亞軍   |
| 2009年 | 荷蘭羽毛球大獎賽           | 大獎賽     | 女子雙打 | 米尔·舍特-克里斯滕森 | 準決賽 |
| 2009年 | 愛爾蘭羽毛球國際賽         | 國際挑戰賽 | 女子雙打 | 米尔·舍特-克里斯滕森 | 準決賽 |
| 2010年 | 歐洲羽毛球錦標賽           | 其他       | 女子雙打 | 米尔·舍特-克里斯滕森 | 準決賽 |
| 2011年 | 瑞典斯德哥爾摩羽毛球國際賽 | 國際挑戰賽 | 女子雙打 | 马丽恩·罗布克        | 冠軍   |
| 2011年 | 奧地利羽毛球國際挑戰賽     | 國際挑戰賽 | 女子雙打 | 马丽恩·罗布克        | 亞軍   |
| 2011年 | 全英羽毛球首要超級賽       | 首要超級賽 | 女子雙打 | 马丽恩·罗布克        | 準決賽 |
| 2011年 | 丹麥羽毛球國際賽           | 國際挑戰賽 | 女子雙打 | 马丽恩·罗布克        | 冠軍   |
| 2011年 | 哈爾科夫羽毛球國際賽       | 國際挑戰賽 | 女子雙打 | 马丽恩·罗布克        | 準決賽 |
| 2011年 | 丹麥羽毛球首要超級賽       | 首要超級賽 | 女子雙打 | 马丽恩·罗布克        | 準決賽 |
| 2011年 | 碧特博格羽毛球黃金大獎賽   | 黃金大獎賽 | 女子雙打 | 马丽恩·罗布克        | 準決賽 |
| 2011年 | 愛爾蘭羽毛球國際賽         | 國際系列賽 | 女子雙打 | 马丽恩·罗布克        | 準決賽 |
| 2012年 | 歐洲羽毛球錦標賽           | 其他       | 女子雙打 | 马丽恩·罗布克        | 亞軍   |
| 2012年 | 丹麥羽毛球國際賽           | 國際挑戰賽 | 女子雙打 | 马丽恩·罗布克        | 冠軍   |
| 2013年 | 歐洲羽毛球混合團體錦標賽   | 其他       | 混合團體 | －                   | 亞軍   |
| 2013年 | 丹麥羽毛球國際賽           | 國際挑戰賽 | 女子雙打 | 马丽恩·罗布克        | 冠軍   |
| 2013年 | 丹麥羽毛球國際賽           | 國際挑戰賽 | 混合雙打 | 大卫·道嘉德          | 準決賽 |
| 2013年 | 倫敦羽毛球黃金大獎賽       | 黃金大獎賽 | 女子雙打 | 马丽恩·罗布克        | 亞軍   |
| 2014年 | 瑞典羽毛球大師賽           | 國際挑戰賽 | 女子雙打 | 马丽恩·罗布克        | 亞軍   |
| 2014年 | 歐洲女子羽毛球團體錦標賽   | 其他       | 女子團體 | －                   | 冠軍   |
| 2014年 | 法國羽毛球國際賽           | 國際挑戰賽 | 女子雙打 | 马丽恩·罗布克        | 準決賽 |
| 2014年 | 芬蘭羽毛球公開賽           | 國際挑戰賽 | 女子雙打 | 马丽恩·罗布克        | 冠軍   |
| 2014年 | 歐洲羽毛球錦標賽           | 其他       | 女子雙打 | 马丽恩·罗布克        | 亞軍   |

| 2007-2017年 | 首要超級賽 | 超級賽 | 黃金大獎賽 | 大獎賽 | 國際挑戰賽 | 國際系列賽 | 未來系列賽 | 其他 |

### 奧運會和世錦賽參賽紀錄
|          | 搭檔                 | 2010 | 2011 | 2012 | 2013 | 2014 |
| -------- | -------------------- | ---- | ---- | ---- | ---- | ---- |
| 女子雙打 | 米尔·舍特-克里斯滕森 | 48強 | －   | －   | －   | －   |
| 女子雙打 | 马丽恩·罗布克        | －   | 32強 | －   | 32強 | 16強 |